# لويس بينيا (مهندس معماري)
لويس بينيا (بالإسبانية: Luis Peña Ganchegui)‏ (و. 1926 – 2009 م) هو مهندس معماري إسباني، ولد في أونياتي، توفي عن عمر يناهز 83 عاماً.